# Klaus von Dohnanyi
Klaus von Dohnanyi (født 23. juni 1928 i Hamborg) er en tysk politiker (SPD). Han var uddannelses- og videnskabsminister i den føderale regering fra 1972 til 1974 og fra 1981 til 1988 førsteborgmester (regeringschef) i bystaten Hamborg.

## Liv og virke

### Baggrund, uddannelse
Von Dohnanyi voksede op i Berlin-Grunewald. Hans far Hans von Dohnanyi blev i 1938 sendt som Reichsgerichtsrat til Leipzig. Han blev henrettet den 9. april 1945 som modstandskæmper.
Fra 1938 til 1940 gik Klaus von Dohnanyi på Thomasschule zu Leipzig, fra 1940 til 1944 på Benediktinergymnasium i Ettal og så på Helmholtz-Gymnasium i Potsdam.
Fra efteråret 1944 efter sin nød-Abitur blev han udskrevet til Volkssturm, en militær enhed for mænd mellem 16 og 60 som ikke allerede gjorde tjeneste i en anden militær enhed; i november 1944 blev han fundet egnet til krig («kriegsverwendungsfähig») og i januar 1945 indkaldt til en kampbataljon i Reichsarbeitsdienst i Prignitz. I maj 1945 havnede han nogle dage i canadisk krigsfangeskab. I efteråret 1945 mødte han igen sin familie i Frankfurt am Main, som han havde vært adskilt fra under krigstjenesten.
I 1946 begyndte han at studere jura og afsluttede i 1949 den første og i 1957 den anden juridiske statseksamen. I 1959 blev han cand.jur.

### Karriere
Fra 1951 arbejdede han i et amerikansk advokatkontor og derefter ved Max-P lanck-Institut für ausländisches und internationales Privatrecht. I 1954 tog han også en amerikansk grad, LL.M. (Master of Law), ved Yale University. Fra 1954 arbejdede han ved Ford-værket i Köln og fra 1956 som leder af planlægningsafelingen. Fra 1960 til 1967 var han Geschäftsführender Gesellschafter ved markedsforskningsinstituttet Infratest.
Klaus von Dohnanyi blev medlem af SPD i 1957. Fra 1969 til 1981 var han medlem af det tyske parlament. I 1979 blev han partiformand i Nordrhein-Westfalen. Fra 1982 til 1988 var han medlem af Hamburgische Bürgerschaft.
I 1968 blev han statssekretær i næringsministeriet. Året efter blev han parlamentarisk statssekretær for uddannelses- og videnskabsministeren. Da Hans Leussink trak sig fra denne stilling i januar 1972, blev han fulgt af Dohnanyi. Da Willy Brandt gik af som kansler den 7. maj 1974, forlod Dohnanyi regeringen. Mellem 1976 og 1981 var han Staatssekretär i udenrigsdepartementet.
Den 24. juni 1981 blev Klaus von Dohnanyi valgt til Hans-Ulrich Kloses efterfølger som Hamburgs førsteborgermester. Denne stilling havde han til 8. juni 1988.

## Familie
Klaus von Dohnanyi er søn af Hans von Dohnanyi og hans kone Christine Bonhoeffer, søster til Dietrich Bonhoeffer. Han er barnebarn af den ungarske komponist Ernő Dohnányi og er gift med forfatteren Ulla Hahn. Hans bror er dirigenten Christoph von Dohnányi.